# Hawthorne/Lennox
Hawthorne/Lennox – nadziemna stacja zielonej linii metra w Los Angeles. Stacja mieści się nad Hawthorne Boulevard w środkowej części Centrury Freeway w mieście Hawthorne. Ta stacja ze względu na swoje położenie służy również mieszkańcom miasta Inglewood i jednostki osadniczej Lennox. Na początku ta stacja nosiła nazwę Hawthorne/I-105, która może być stosowana jeszcze w niektórych miejscach.

## Godziny kursowania
Tramwaje zielonej linii kursują codziennie od około godziny 5:00 do 0:45

## Połączenia autobusowe

### Autobusy Metro
- Metro Local: 40, 126, 212, 312
- Metro Express: 442
- Metro Rapid: 740